# Rubián
Santiago de Rubián és una parròquia i localitat del municipi gallec de Bóveda, a la província de Lugo. Limita amb les parròquies de Remesar, Vilarbuxán i San Fiz de Rubián al nord, Bóveda al sud, San Fiz de Rubián i Tuimil a l'est, i Teilán a l'oest.
La referència més antiga sobre la seva existència apareix a un document de la Catedral de Lugo, datat el 17 de novembre de 1202. L'any 2008 tenia 326 habitants agrupats en cinc entitats de població: A Calle, Campo do Muro, A Eirexa, Pacio do Río i Rubián.
Entre els seus monuments destaquen l'església de Santiago i la capella del Diví Ecce Homo, les dues del segle xviii. Les festes se celebren el 15 de setembre en honor de l'Ecce Homo.